# Pouilly-fumé
Pour les articles homonymes, voir Pouilly.
Le pouilly-fumé ne doit pas être confondu avec le pouilly-fuissé ni le pouilly-loché, ni le pouilly-vinzelles.
Le pouilly-fumé, ou blanc-fumé de Pouilly, est un vin blanc, d'appellation d'origine contrôlée produit, uniquement à partir de cépage sauvignon, et autour de Pouilly-sur-Loire, dans la Nièvre, sur le territoire des communes de Pouilly-sur-Loire, Saint-Andelain, Tracy-sur-Loire, Mesves-sur-Loire, Garchy, Saint-Martin-sur-Nohain et Saint-Laurent-l'Abbaye. Un autre vin blanc est produit sur la même aire mais avec un autre cépage, le chasselas : le pouilly-sur-loire.

## Histoire

### Antiquité
Le vignoble du pouilly-fumé remonte à l'époque romaine du début de notre ère (Ve siècle) où l'on retrouve l'appellation latine de Pauliacum super fluvium ligerim, qui témoigne de la voie romaine qui passait sur ce terroir.

### Moyen Âge
Les moines bénédictins sont à l'origine de l'essor du pouilly-fumé au Moyen Âge. Le vin de messe étant par tradition le vin blanc, car moins tachant, les moines ont développé les vignobles sans rechercher la rentabilité financière des exploitations. Le fief de Pouilly et des vignobles auraient été cédés aux bénédictins de La Charité-sur-Loire pour la somme de « 3 100 sous et un marc d'argent » vers la fin du XIe siècle. Une parcelle en bordure de la Loire a gardé l'appellation de Loge aux Moines, en souvenir de cette époque. Le rachat de la terre de Boisgibault en 1383 par Jean III de Sancerre témoigne de la proximité qui a toujours existé entre ce vignoble et celui de Sancerre et entre leurs vins blancs respectifs.

### Période moderne
Après la Révolution française de 1789, les paysans ont pu devenir propriétaires des terres et vignobles possédés par les nobles et le clergé. Le transport des vins de Pouilly s'est rapidement effectué par la Loire, en raison de la situation géographique du vignoble et malgré les crues et les basses eaux. Ce vin s'est toujours bien exporté, par voie fluviale vers Paris, grâce à l'ouverture du canal de Briare, et par des lettres de voiture.
À la fin du XIXe siècle, les vignerons ont été confrontés au mildiou puis au phylloxéra. Le vignoble a été dévasté et nombre de vignerons ont dû se reconvertir. Après de bien vaines tentatives de traitement, les vignes ont été arrachées au début du XXe siècle et une partie seulement du vignoble a été replantée après greffage sur bois américain.

### Depuis 1900
Le pouilly-fumé est une appellation d'origine contrôlée (AOC) depuis 1937. Aujourd'hui, une part importante de la production est vendue à l'étranger, notamment en Grande-Bretagne. On trouve du pouilly-fumé dans tous les pays d'Europe, mais aussi aux États-Unis, en Russie, au Japon et en Asie. Mondialement connu et apprécié, il fut parfois même copié, ainsi trouve-t-on du « fumé blanc » aux États-Unis. Le cahier des charges de l’appellation a été modifié en décembre 2024.

## Étymologie
Le pouilly-fumé est issu du sauvignon blanc, un cépage dont les grappes sont formées de petits grains ovoïdes, qui sont serrés les uns contre les autres et ressemblent à des œufs de mésange. À maturité, ces grains sont recouverts d'une pruine grise, couleur de fumée, ce qui explique pourquoi les vignerons de Pouilly parlent entre eux de « blanc-fumé » pour désigner le cépage sauvignon ou les vins issus de ce cépage.
Le qualificatif « fumé » se rapporte également aux arômes et au bouquet (ou au « fumet ») reconnaissables entre tous (le fameux goût de pierre-à-fusil qui se dégage du frottement de deux silex), que lui confèrent les terroirs du Vignoble de Pouilly/Loire.

## Situation géographique

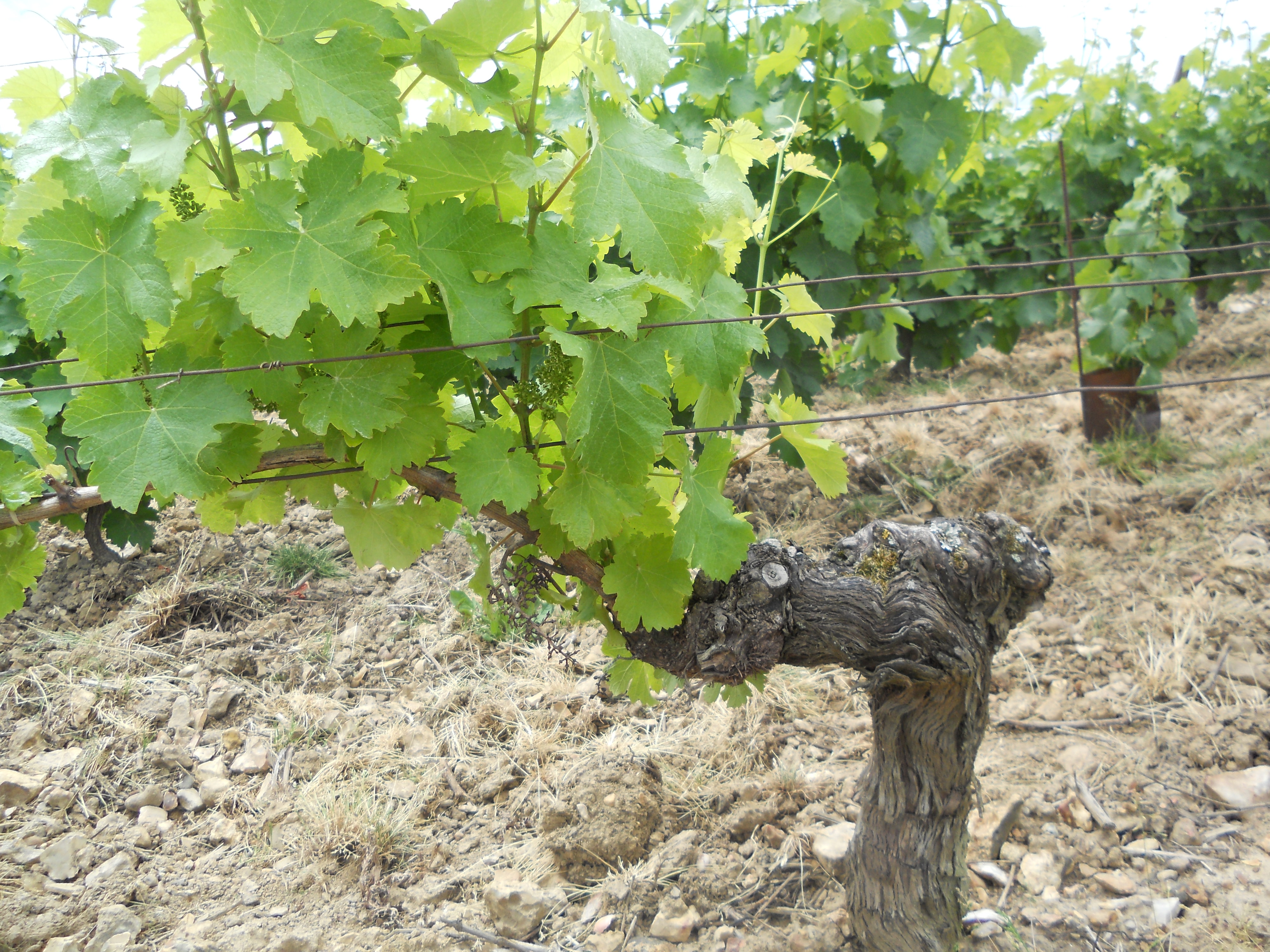
Terroir du pouilly-fumé.

On trouve les vignobles à Pouilly-sur-Loire, Saint-Andelain, Tracy-sur-Loire (village de Boisgibault), Saint-Laurent-l'Abbaye, Mesves, Saint-Martin-sur-Nohain, Garchy, communes de la Nièvre. Ils sont situés à l'est de la Loire.

### Orographie
Le relief est légèrement vallonné.

### Géologie
Le sol comprend quatre grands types de terrains : argilo-siliceux, marnes kimméridgiennes, calcaires durs et argiles à silex.

### Climatologie
Le climat est tempéré à légère tendance continentale.
| Mois                              | jan. | fév. | mars | avril | mai  | juin | jui. | août | sep. | oct. | nov. | déc. | année |
| --------------------------------- | ---- | ---- | ---- | ----- | ---- | ---- | ---- | ---- | ---- | ---- | ---- | ---- | ----- |
| Température minimale moyenne (°C) | 0,1  | 0,2  | 1,7  | 3,5   | 7,5  | 10,3 | 12,3 | 11,9 | 8,9  | 6,3  | 2,4  | 1    | 5,5   |
| Température maximale moyenne (°C) | 6,4  | 8,3  | 11,8 | 14,5  | 18,8 | 21,9 | 25   | 25   | 21,2 | 16   | 10,1 | 7,3  | 15,6  |
| Ensoleillement (h)                | 63   | 87   | 150  | 164   | 208  | 209  | 238  | 248  | 172  | 110  | 65   | 51   | 1 764 |
| Précipitations (mm)               | 64   | 63   | 56   | 64    | 83   | 66   | 56   | 59   | 68   | 77   | 71   | 73   | 800,6 |

## Vignoble

### Présentation
Vignoble de la Nièvre, réparti sur 1 320 ha, dans les communes de Garchy, Mesves-sur-Loire, Pouilly-sur-Loire, Saint-Andelain, Saint-Laurent, Saint-Martin-sur-Nohain et Tracy-sur-Loire, il compte une centaine de vignerons qui produisent environ 70 000 hl/an.

### Encépagements

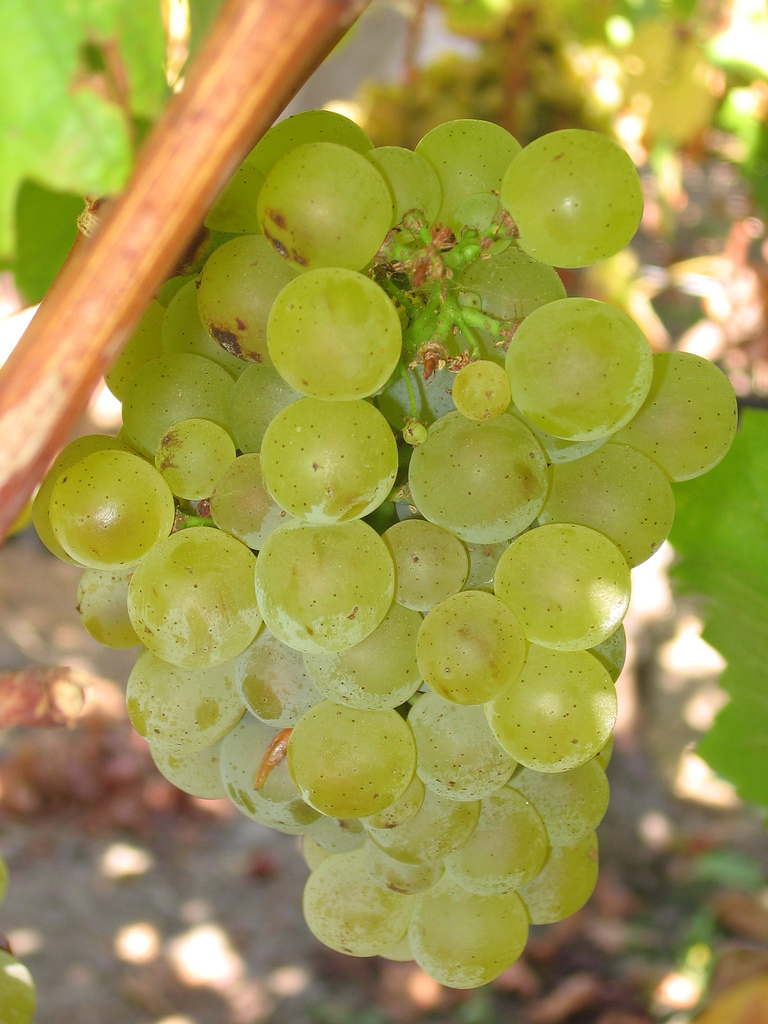
Grappe de sauvignon.

Le Pouilly Fumé est issu du cépage sauvignon B. Il ne doit pas être confondu avec le pouilly-fuissé, vin du sud de la Bourgogne (Mâconnais) à base de chardonnay.
La maturité est de deuxième époque moyenne : vingt jours après le chasselas. La grappe est tronconique, parfois ailée et compacte. Les baies sont jaune doré avec des nuances vertes. C'est un cépage très vigoureux mais il est peu fertile. Il est sensible à la pourriture grise, il craint l'oïdium, le black-rot et les maladies du bois (eutypiose et esca). En revanche, il est moins sensible au mildiou. Son moût est sucré avec une bonne acidité.

### Méthodes culturales

#### Travail manuel
Ce travail commence par la taille. Le tirage des sarments suit la taille. Les sarments sont enlevés et peuvent être brûlés ou mis au milieu du rang pour être broyés. On passe ensuite aux travaux d'entretien du palissage et éventuellement des plantations. L'ébourgeonnage peut débuter dès que la vigne a commencé à pousser. Cette méthode permet, en partie, de réguler les rendements. Le relevage, localement nommé « accolage », est pratiqué lorsque la vigne commence à avoir bien poussé. En général, deux à trois relevages sont pratiqués. En fonction des conditions annuelles, des travaux de piochage peuvent être réalisés. Le dernier travail manuel éventuel est celui des vendanges, mais une grande majorité de la récolte est mécanique.

#### Travail mécanique
L'enjambeur est d'une aide précieuse. Les différents travaux se composent du broyage des sarments ; de trous faits à la tarière, là où les pieds de vignes sont manquants ; de labourage ou griffage, réalisé dans le but d'aérer les sols et de supprimer des mauvaises herbes. De désherbage. De plusieurs traitements des vignes, réalisés dans le but de les protéger contre certaines maladies cryptogamiques (mildiou, oïdium, pourriture grise, etc.). De plusieurs rognages consistant à reciper ou couper les branches de vignes (rameaux) qui dépassent du système de palissage. Des vendanges mécaniques se réalisant avec une machine à vendanger ou une tête de récolte montée sur un enjambeur.

### Rendement
Le rendement maximal est de 65 hl/ha (75 hl/ha pour le rendement butoir).

## Vins

### Vinification et élevage
Voici les méthodes générales de vinification pour cette appellation. Il existe cependant des petites différences de méthode entre les différents viticulteurs, négociants et caves coopératives.

#### Vinification en blanc

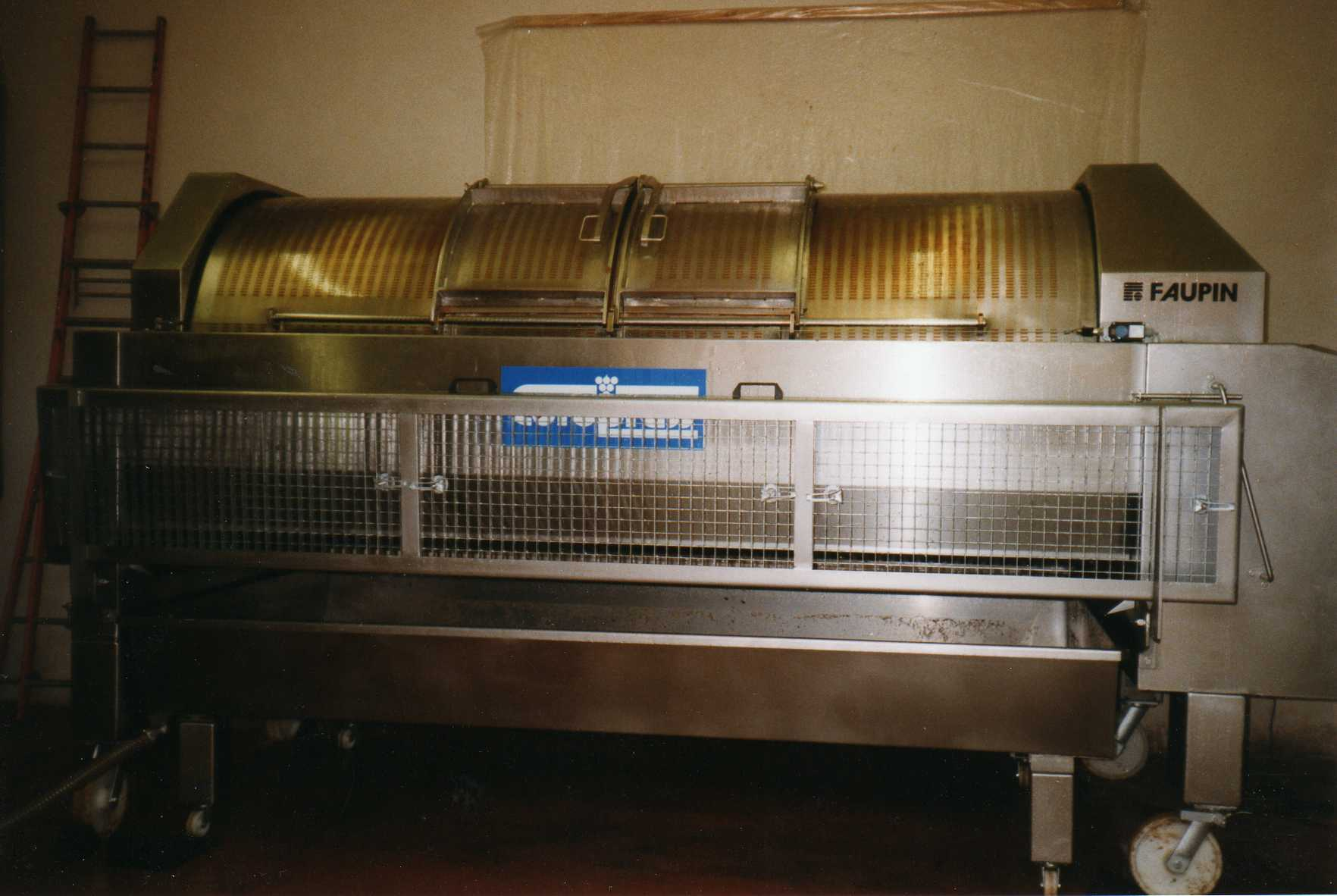
Pressoir pneumatique servant au pressurage.

Comme pour le rouge, la récolte est manuelle ou mécanique et peut être triée. Les raisins sont ensuite transférés dans un pressoir pour le pressurage. Une fois le moût en cuve, le débourbage est pratiqué soit par décantation statique au froid, soit grâce à un enzymage. À ce stade, une stabulation préfermentaire à froid (environ 10 à 12 °C pendant plusieurs jours) peut être recherchée pour favoriser l'extraction des arômes. Mais le plus souvent, après 12 à 48 heures, le jus clair est soutiré et mis à fermenter. La fermentation alcoolique se déroule avec un suivi tout particulier pour les températures qui doivent rester à peu près stables (18 à 20 °C). La chaptalisation est aussi autorisée pour augmenter le titre alcoométrique volumique si nécessaire. La fermentation malolactique n'est pas souhaitée à Pouilly, puis l'élevage est réalisé en général en cuves, beaucoup plus rarement en fût. Les vins sont soutirés dans l'hiver, puis collés et filtrés, avant la mise en bouteille.

### Terroir et vins
Sur des sols calcaires, où la maturation est plus précoce, les vins sont tout en fraîcheur et en nervosité. Leurs arômes (cassis, buis) s'épanouissent dans la prime jeunesse. Plus les vignes vieillissent, plus ces vins sont aptes à vieillir.
La teneur en argiles des marnes à petites huîtres ralentit le cycle végétatif de la vigne qui est moins sensible aux variations de climat. Ces sols, à bonne maturité du raisin, produisent des vins de garde. Les arômes, subtils au tout début, se développent à partir d'une dizaine de mois. Ils dégagent des notes florales, fruitées et de fumé.

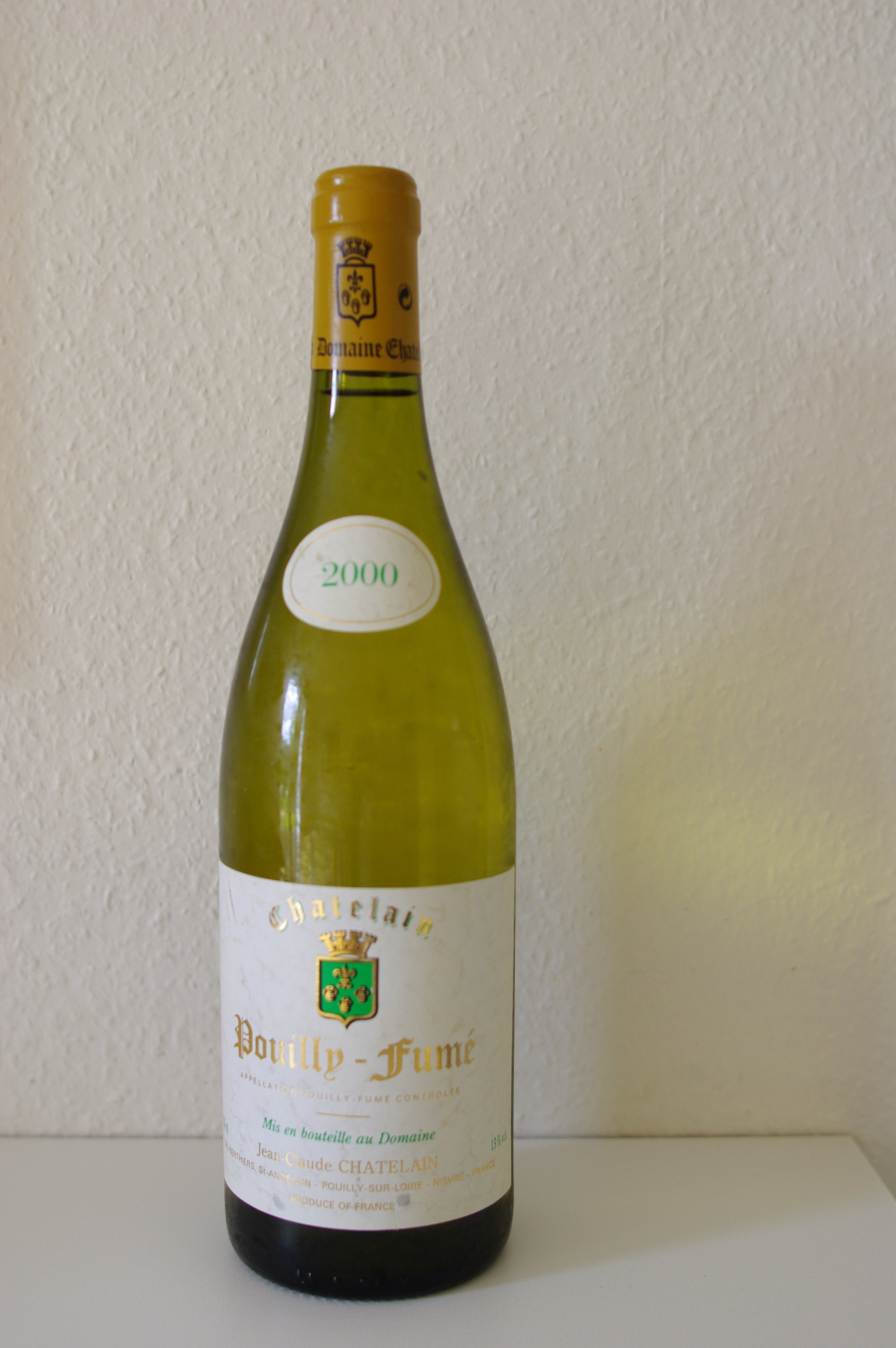
Millésime 2000.
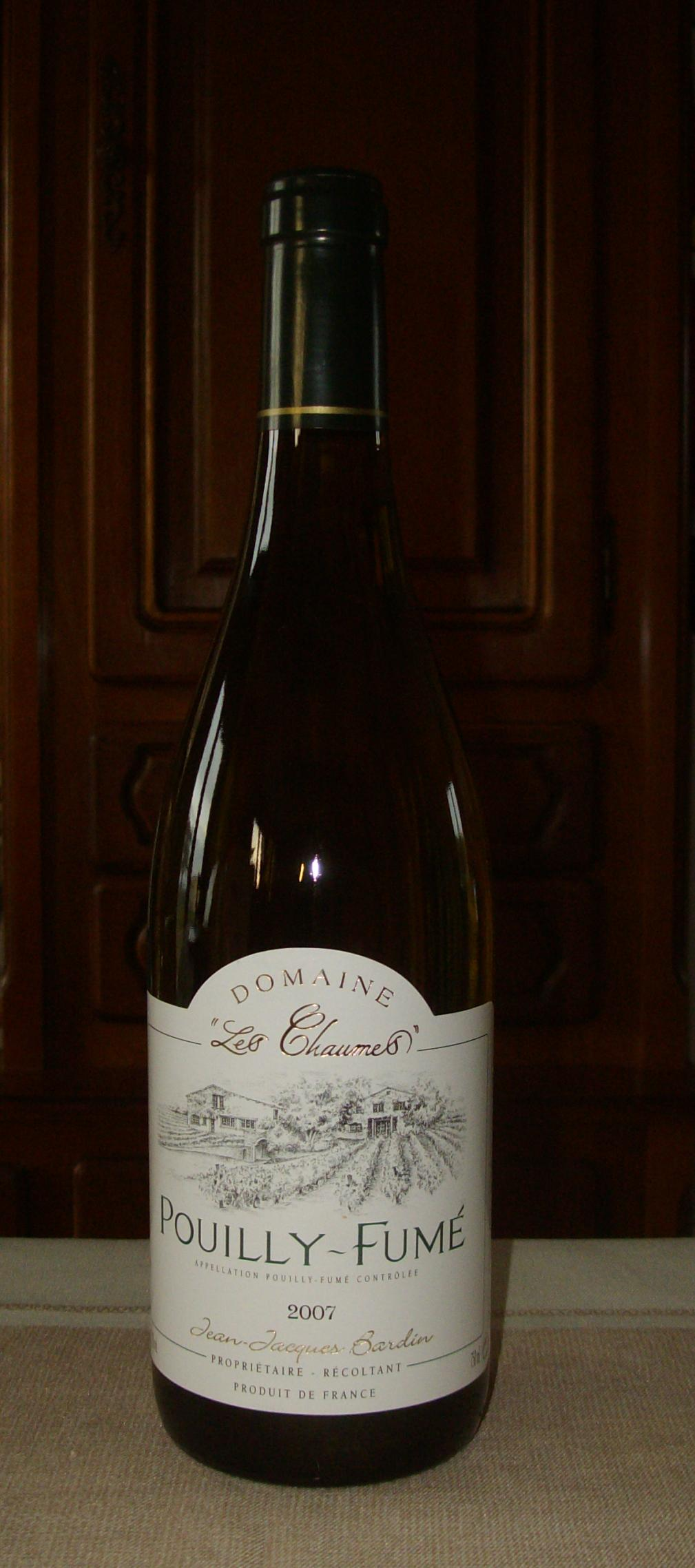
Millésime 2007.
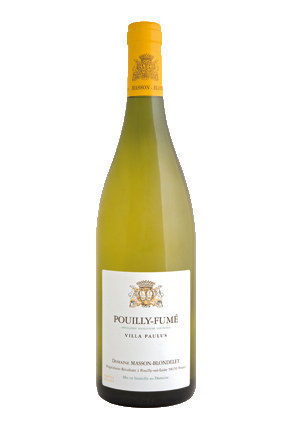
Villa Paulus.

Ces sols composés de silex sont profonds et donnent à la vigne une bonne régularité de production et de qualité. Dans leur jeunesse, ces vins ont de la nervosité mais restent assez fermés. Après quelque temps de bouteille, leurs arômes dégagent des notes d'épices et de pierre à fusil. Ils atteignent leur pleine maturité à partir de deux ans, voire plus.
Pour les sols argilo-siliceux, les proportions variables de sables et d'argiles font grandement varier les caractéristiques des vins. Plus le sable est présent, plus les vins sont tendres et souples. Si c'est l'argile qui domine, les arômes demandent quelques mois pour se développer.

### Gastronomie, garde et température de service
Cette AOC accompagne : 
- apéritifs ;

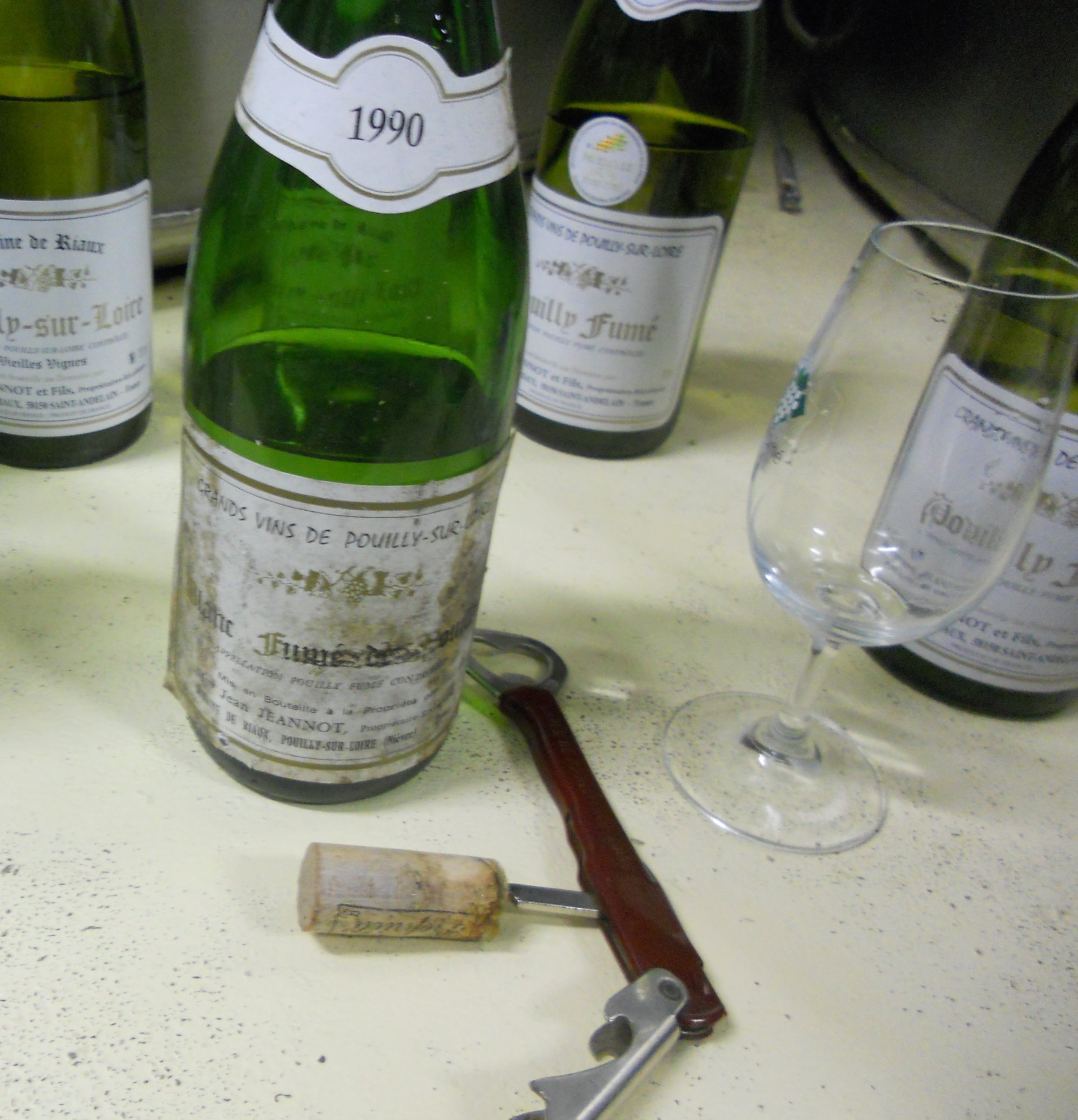
Dégustation de pouilly-fumé.

- poissons (sole meunière, waterzoï, mousse de saumon fumé, terrine de poissons, etc.) ;
- crustacés (crabe, homard, langouste, noix de Saint Jacques, etc.) ;
- coquillages (huîtres, moules, palourdes, etc.) ;
- charcuterie fine (rillettes, andouillettes) ;
- cuisses de grenouilles ;
- volailles à la crème ;
- fromages de chèvre (crottin de Chavignol, chèvre de Sainte-Maure).

Ce sont des vins qui se boivent jeunes, généralement avant 18 mois, mais certains millésimes ont d'excellents potentiels de garde.
La température idéale de service est de 10 °C.

## Économie

### Commercialisation
La commercialisation de cette appellation se fait par divers canaux de vente : dans les caveaux du viticulteur, dans les salons des vins (vignerons indépendants…), dans les foires gastronomiques, par exportation (plus de 60 % des volumes sont exportés), dans les cafés-hôtels-restaurants (CHR), dans les grandes et moyennes surfaces (GMS).

### Structure des exploitations

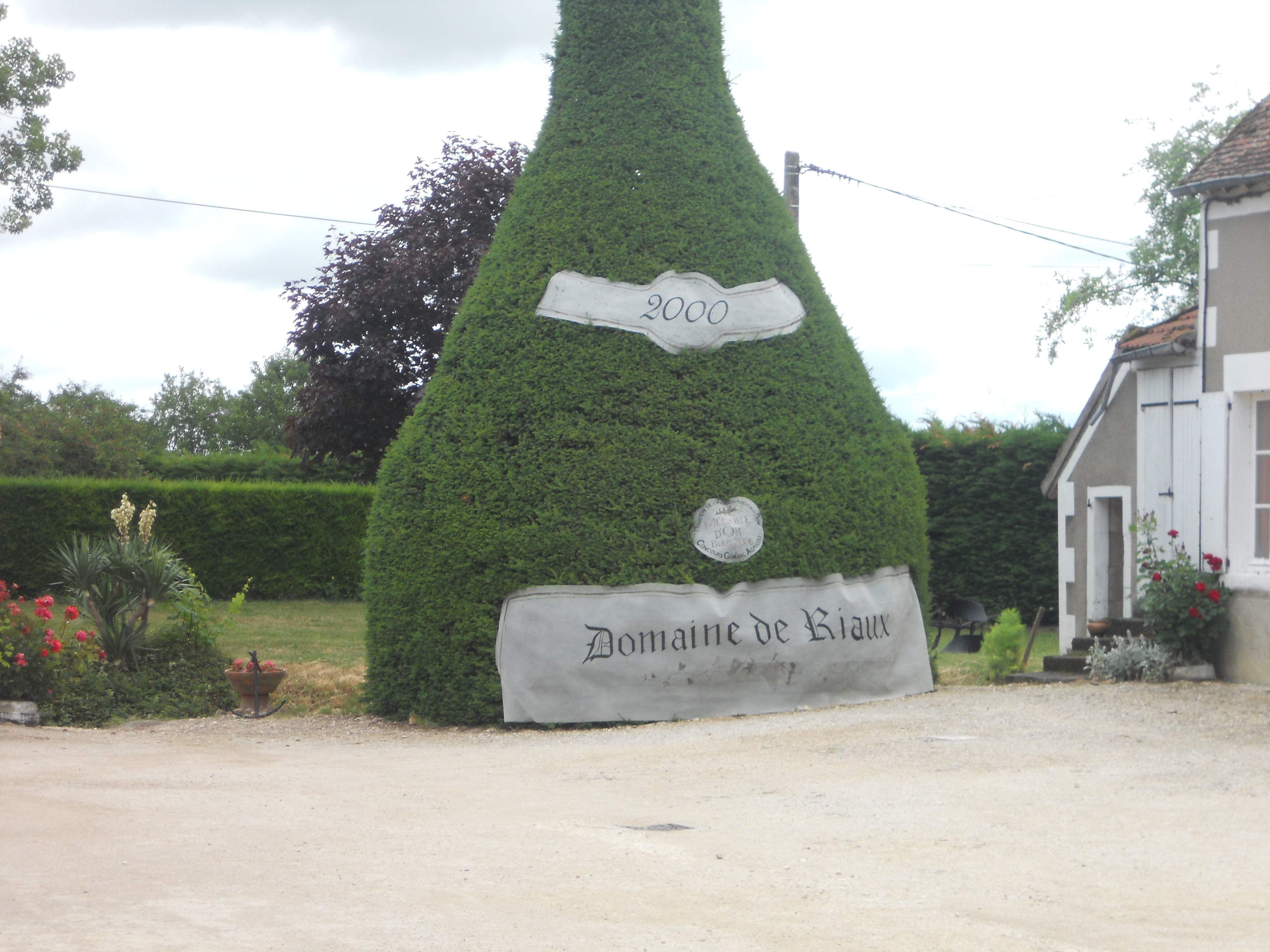
Domaine de Biaux.

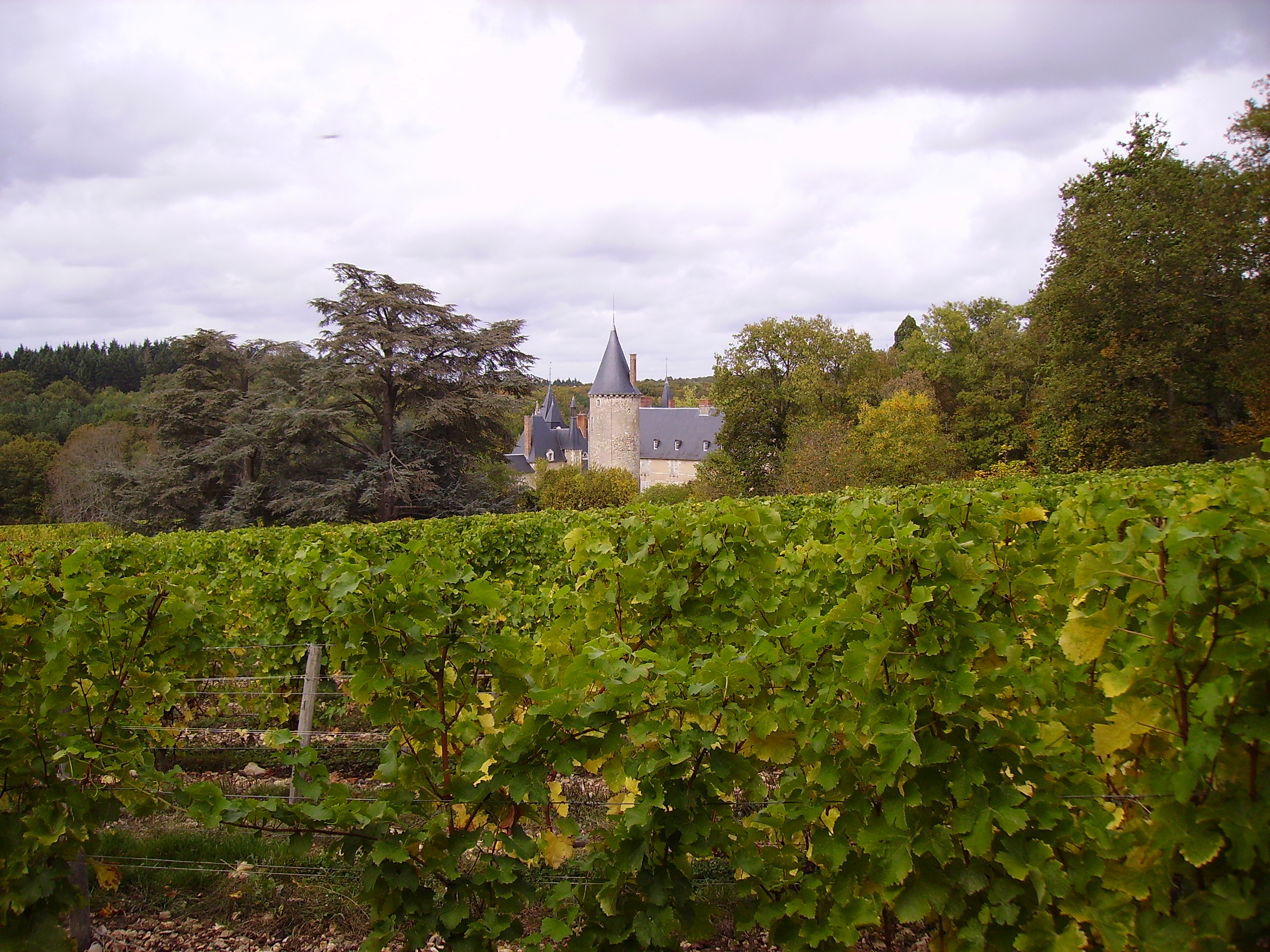
Château de Tracy.

Il existe des domaines de tailles différentes. Ces domaines mettent tout ou partie de leurs propres vins en bouteilles, qu'ils s'occupent de vendre. Les autres, ainsi que ceux qui ne vendent pas l'intégralité de leurs vins, fournissent les maisons de négoce.
Ces maisons de négoce achètent, en général, des vins embouteillés (« vin fini »), mais aussi parfois du raisin vendangé, en grappe ou en moût. Elles achètent aux domaines et passent par un courtier en vin qui sert d'intermédiaire moyennant une commission de l'ordre de 2 % à la charge de l'acheteur.

### Listes des producteurs

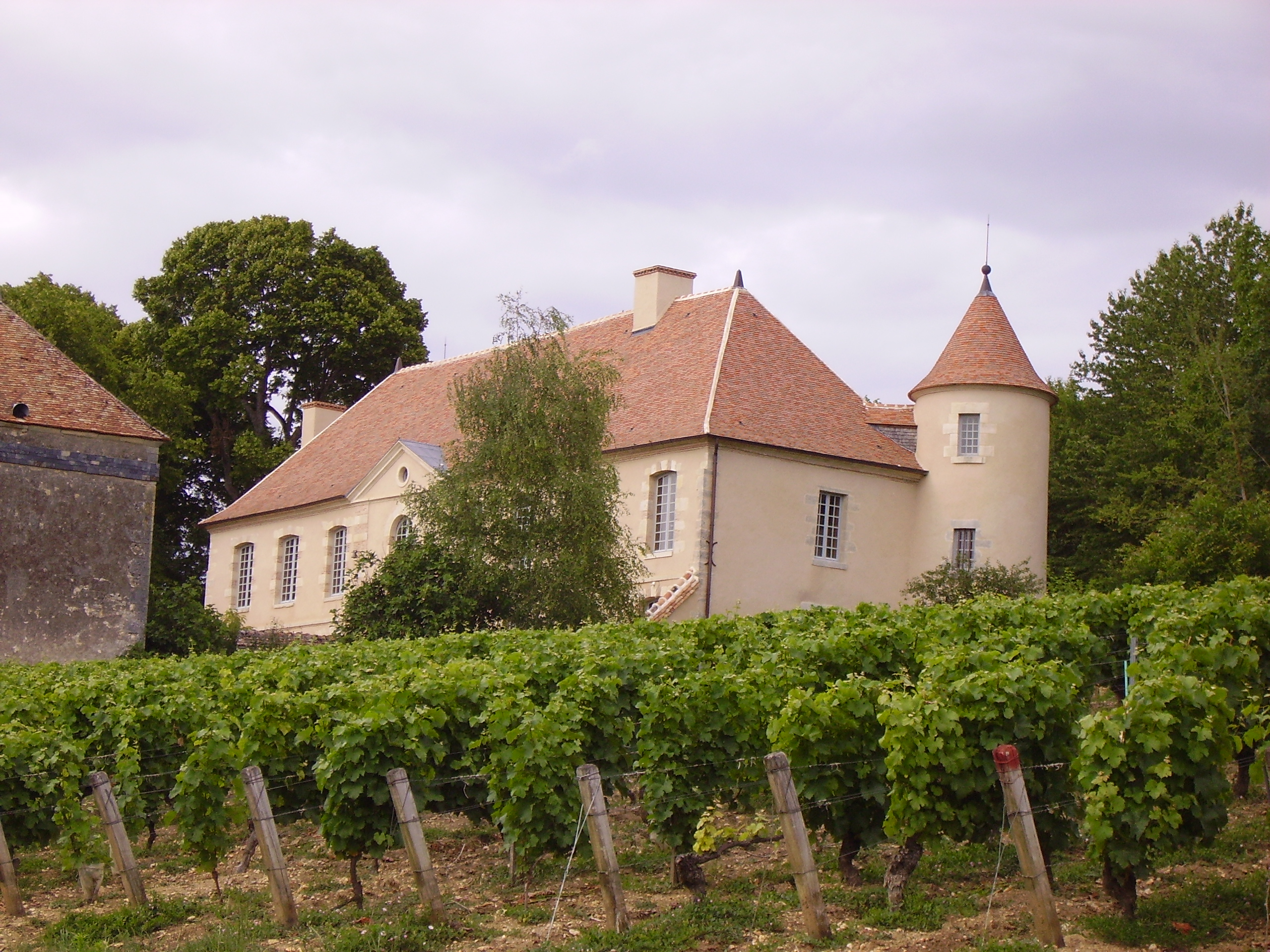
Château de Mocques.

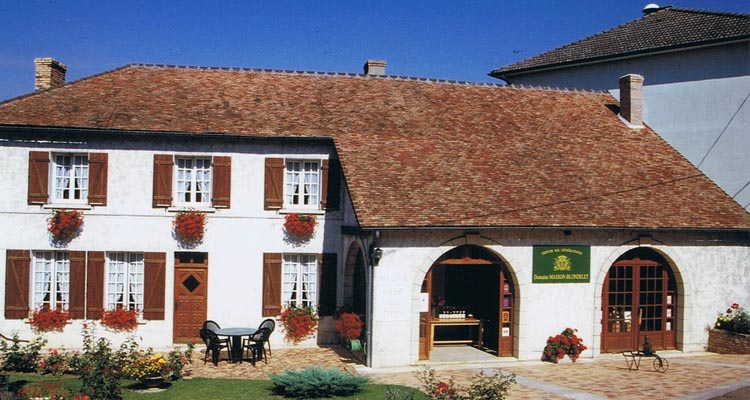
Domaine Masson-Blondelet.

Les principaux producteurs de l'AOC sont : 
- Caves de Pouilly-sur-Loire, à Pouilly-sur-Loire ;
- Château du Nozet (Ladoucette), à Pouilly-sur-Loire ;
- Domaine Alain Cailbourdin, à Maltaverne ;
- Domaine André Dezat et Fils, à Verdigny ;
- Domaine Serge Dagueneau & Filles, à Les Berthiers ;
- Domaine Champeau, à Saint-Andelain ;
- Domaine Chauveau, à Saint-Andelain (Les Cassiers) ;
- Domaine Cédrick Bardin, à Pouilly-sur-Loire ;
- Domaine Didier Dagueneau, à Saint-Andelain ;
- Domaine Fouassier, à Sancerre ;
- Domaine Francis Blanchet, à Pouilly-sur-Loire (Le Bouchot) ;
- Domaine Gitton Père & Fils, à Ménétréol-sous-Sancerre ;
- Domaine Henri Bourgeois, à Sancerre (Chavignol) ;
- Domaine Hubert Brochard, à Sancerre (Chavignol) ;
- Domaine Hubert Veneau, à Saint-Père ;
- Domaine Joseph Mellot, à Sancerre ;
- Domaine Les Chaumes (Jean-Jacques Bardin), à Pouilly-sur-Loire ;
- Domaine Masson-Blondelet, au cœur du village de Pouilly-sur-Loire[11] ;
- Domaine Michel Dutarte, à Pouilly-sur-Loire (Les Loges) ;
- Domaine Michel Redde (La Moynerie), à Saint-Andelain ;
- Domaine Patrice Moreux, à Pouilly-sur-Loire (Les Loges) ;
- Domaine Patrick Noël (Vinée de la Mivoy), à Saint-Satur ;
- Domaine Pierre Marchand et Fils, à Pouilly sur Loire (Les Loges);
- Domaine Roger Pabiot et ses fils, à Tracy-sur-Loire ;
- Domaine Saget, à Pouilly-sur-Loire[12] ;
- Domaine Seguin et Fils, à Pouilly-sur-Loire (Le Bouchot) ;
- Domaine Tabordet. à Verdigny ;
- Domaine Tinel-Blondelet – La Croix-Canat, à Pouilly-sur-Loire ;
- Domaine Yves Chabanne, à Saint-Andelain ;
- Domaine de Bel Air, à Pouilly-sur-Loire ;
- Domaine de Maltaverne (Gilles Maudry), à Tracy-sur-Loire (Maltaverne) ;
- Domaine de Riaux, à Saint-Andelain ;
- Domaine de la Fabrice (Dominique Bière), Villiers, à Saint-Martin-sur-Nohain ;
- Domaine des Rabichattes, Grebet Père et fils[13], Les Loges ;
- Domaine du Bouchot (Pascal Kerbiquet), à Saint-Andelain.